# 塞格里方丹
塞格里方丹（法語：Ségrie-Fontaine，法語發音：[seɡʁi fɔ̃tɛn] ⓘ）是法国奥恩省的一个旧市镇，位于该省西北部，属于阿让唐区。2016年1月1日，塞格里方丹和相邻的另外7个市镇合并为新市镇阿蒂斯-瓦勒德鲁夫尔（Athis-Val de Rouvre）。

## 地理
塞格里方丹（48°49'32"N, 0°24'28"W）面积6.68 平方千米，位于法国诺曼底大区奧恩省，该省份为法国西北部内陆省份，北起顺时针与卡爾瓦多斯省、厄尔省、厄尔-卢瓦省、萨尔特省、马耶讷省和芒什省接壤。
与塞格里方丹接壤的市镇（或旧市镇、城区）包括：奥恩河畔梅尼勒于贝尔、布雷埃、拉朗德圣西梅翁、罗谢圣母村、奥恩河畔圣菲尔贝、塔耶布瓦。
塞格里方丹的时区为UTC+01:00、UTC+02:00（夏令时）。

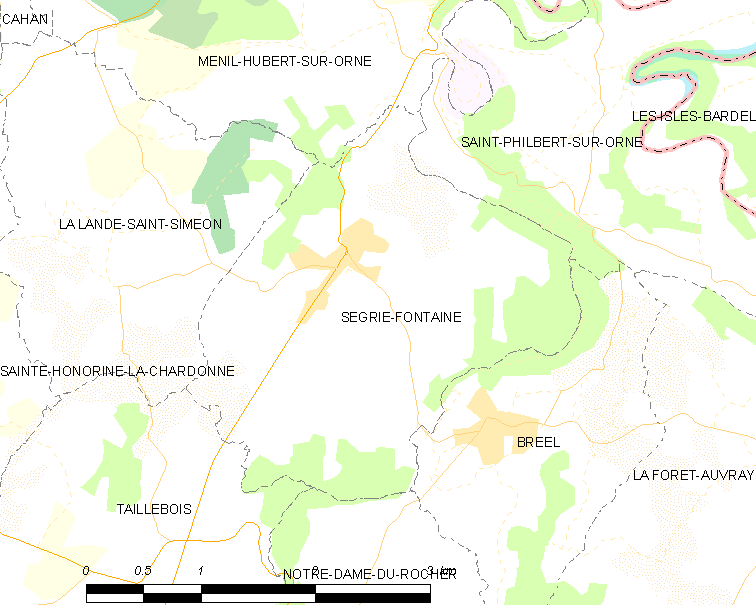
塞格里方丹的OSM定位图

## 行政
塞格里方丹的邮政编码为61100，INSEE市镇编码为61465。

## 政治
塞格里方丹所属的省级选区为阿蒂斯-瓦勒德鲁夫尔县。

## 人口

1962-2008年间塞格里方丹人口变化图示

塞格里方丹于2018年1月1日时的人口数量为403人。